# Bredsjön (Hässjö socken, Medelpad)
Bredsjön är en sjö i Timrå kommun i Medelpad och ingår i Gådeån-Indalsälvens kustområde. Sjön har en area på 0,173 kvadratkilometer och ligger 64,4 meter över havet.

## Delavrinningsområde
Bredsjön ingår i det delavrinningsområde (693662-159607) som SMHI kallar för Utloppet av Bredsjön. Medelhöjden är 74 meter över havet och ytan är 1,18 kvadratkilometer. Det finns inga avrinningsområden uppströms utan avrinningsområdet är högsta punkten. Vattendraget som avvattnar avrinningsområdet har biflödesordning 2, vilket innebär att vattnet flödar genom totalt 2 vattendrag innan det når havet efter 3,9 kilometer. Avrinningsområdet består mestadels av skog (82 procent). Avrinningsområdet har 0,17 kvadratkilometer vattenytor vilket ger det en sjöprocent på 14,7 procent.